# Paso limitante de la velocidad
El paso limitante de la velocidad de una reacción química (en inglés, RDS), o reacción limitante es un término químico que se emplea para designar el paso más lento de una reacción química. Una reacción limitante se compara a menudo con el cuello de una botella: la velocidad a la que el agua fluye hacia fuera de la botella está determinada por la amplitud del cuello de la botella, no del diámetro del resto de esta. De manera similar, la velocidad de la reacción depende de la velocidad a la que sucede el paso más lento de esta.
Por ejemplo, la reacción: {\displaystyle NO_{2(g)}} + {\displaystyle CO_{(g)}} → {\displaystyle NO_{(g)}} + {\displaystyle CO_{2(g)}} sucede en dos pasos:
1. {\displaystyle NO_{2}} + {\displaystyle NO_{2}} → {\displaystyle NO} + {\displaystyle NO_{3}} (paso lento)
2. {\displaystyle NO_{3}} + {\displaystyle CO} → {\displaystyle NO_{2}} + {\displaystyle CO_{2}} (paso rápido)

Como el segundo paso consume el {\displaystyle NO_{3}} producido en el primer paso lento, está limitado por la velocidad del primer paso.